# Dynastor icterica
Dynastor icterica är en fjärilsart som beskrevs av Hans Ferdinand Emil Julius Stichel 1904. Dynastor icterica ingår i släktet Dynastor och familjen praktfjärilar. Inga underarter finns listade i Catalogue of Life.